# Union (Duitsland)
Onder de naam die Union worden in Duitsland de twee partijen Christlich Demokratische Union Deutschlands (CDU) en Christlich-Soziale Union in Bayern (CSU) begrepen. Ze worden ook vaak afgekort met CDU/CSU.
De CSU treedt alleen in Beieren aan, terwijl de CDU in de rest van Duitsland opereert. Samen vormen hun afgevaardigden in het nationale parlement (Bondsdag) één fractie. Op federaal niveau zijn beide partijen alleen samen in de regering. Wél let de CSU op om als zelfstandige partij te worden gezien en niet als Beierse vleugel van de CDU. Omdat beide partijen in verkiezingen geen concurrenten van elkaar zijn, vormen ze samen geen coalitie, maar een bijzonder soort alliantie.

## Vergelijking

Bondsdagverkiezingen van 2009: De CSU (blauw) heeft alle kiesdistricten in Beieren gewonnen (CDU in zwart). Wel heeft de CSU bij de belangrijke Zweitstimmen duidelijk meer verloren dan de CDU.

De CDU is de grootste Duitse partij qua leden (ruim 530.000), sinds 2008 zelfs groter dan de sociaaldemocratische SPD, ofschoon de SPD wel zestien deelstaatorganisaties heeft en niet vijftien zoals de CDU. De CSU is met ruim 160.000 (2008) leden zeer groot, zeker gezien het feit dat Beieren maar 12 miljoen van de 80 miljoen Duitsers telt.
Het succes van de CDU kan per deelstaat sterk verschillen, terwijl de CSU sinds 1957 alle Beierse ministers-presidenten heeft geleverd, de meeste tijd met een absolute meerderheid in het deelstaatparlement (2003: 60 procent, 2007: 43 procent). Alleen in Baden-Württemberg is de CDU aanhoudend vergelijkbaar sterk als de CSU in Beieren.
Op federaal niveau kon de CDU zich meestal qua verkiezingsresultaat met de SPD meten (rond de 30-40 procent), de CSU was tot 1990 voor ca. 10 procent van de stemmen goed (sindsdien ca. zeven procent). Samen waren CDU en CSU tussen 1953 en 1994 steeds boven de 42 procent bij Bondsdagverkiezingen. In 2009 kreeg de CDU 27,3 procent en de CSU 6,5.
Politiek gezien beschouwen de meeste commentatoren de CSU als rechtser dan de CDU. Beide partijen noemen zich 'christelijk', 'sociaal' en 'democratisch' en het politieke midden. Vooral in de tijd van Franz Josef Strauß, CSU-voorzitter van 1961-1988, werd de CSU als bijzonder "reactionair" bekritiseerd.

## Samenwerking
De CSU heeft een eigen organisatie en een eigen bestuur. Bij federale coalitieonderhandelingen zoals in 2009 met de FDP let de CSU erop dat ze met haar voorzitter aan de onderhandelingstafel naast de CDU zit. In een Bondsregering is de CSU met ministers vertegenwoordigd afhankelijk van haar sterkte in de Bondsdag. Meestal heeft ze één klassiek ministerie (bijvoorbeeld Binnenlandse Zaken 1982-1989, Financiën 1989-1998) en twee of drie kleinere ministeries (vaak Landbouw).
In de Bondsdag vormen CDU en CSU altijd één fractie met één fractievoorzitter, maar er zijn Landesgruppen (groepen per deelstaat) waaronder die van de CSU. De chef van de CSU-Landesgruppe is normaliter ook vicevoorzitter van de gehele fractie. In de Bondsdag, die in 2009 gekozen werd, heeft de CDU 194 zetels en de CSU 45.
De CSU-voorzitter is in het verleden vaak tegelijkertijd minister-president in Beieren geweest. Dan kon het gebeuren dat zelfs een CDU/CSU-regering in de nationale hoofdstad fel vanuit München bekritiseerd werd. Geleidelijker verliep de samenwerking wanneer de CSU-voorzitter bondsminister is geweest ("eingebunden in die Kabinettsdisziplin"), bijvoorbeeld in 1989-1998 in de tijd van bondsminister Theo Waigel. De Beierse minister-president Horst Seehofer, sinds 2008, is ook CSU-voorzitter.

## Conflicten in het tijdperk van Strauß

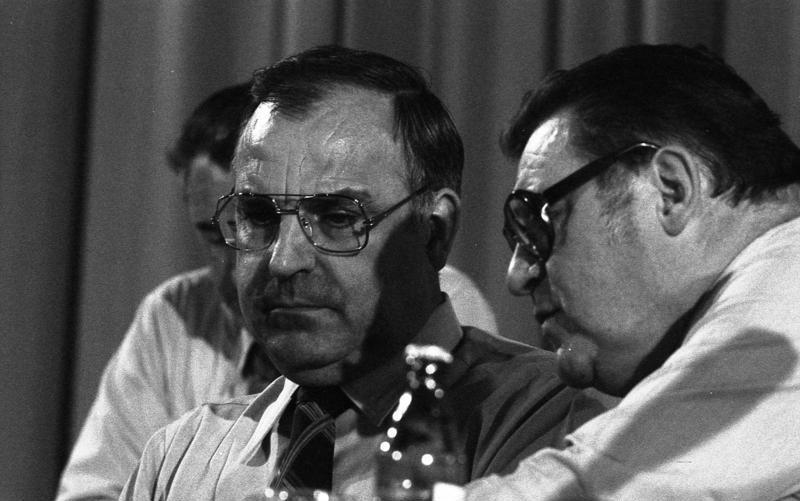
CDU-voorzitter Helmut Kohl (links) op het CSU-partijcongres met Franz Josef Strauß, juni 1976 in München

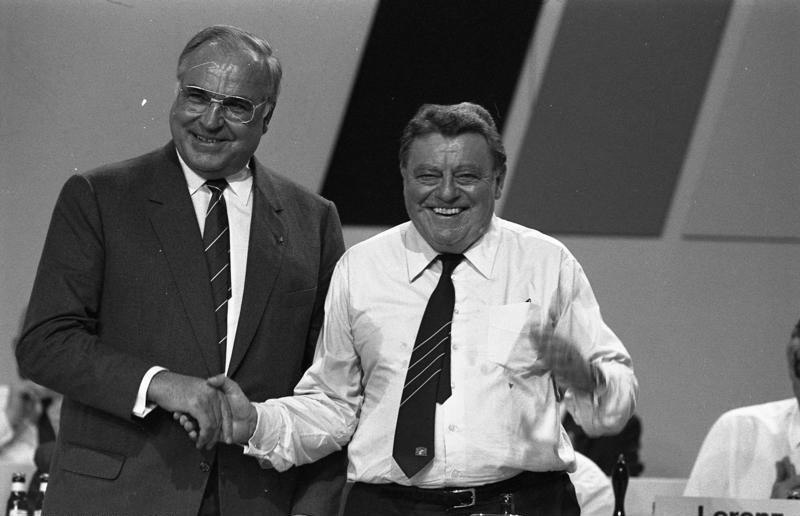
Helmut Kohl en Franz Josef Strauß op een CDU-partijcongres, oktober 1986 in Mainz

In het bijzonder ten tijde van CSU-partijvoorzitter Franz Josef Strauß liep de spanning tussen beide zusterpartijen hoog op. Met het zogenaamde 'Kreuther Trennungsbeschluss' besloot de CSU na de Bondsdagverkiezingen van 1976 een einde te maken aan de gemeenschappelijke fractie, en wilde hiermee meer spreektijd afdwingen voor de CSU mandatarissen in de Bondsdag (ten koste van de collega's van de CDU). Ook uit die tijd stammen de CSU plannen om in het hele bondsgebied te gaan optreden, naast en concurrerend met de CDU. Enige tijd voor de Bondsdagverkiezingen van 1976 had de CSU al in verschillende deelstaten 'Vriendenkringen van de CSU' ondersteund, die zich voor de verkiezingen tot de 'Aktionsgemeinschaft VIERTE PARTEI' (AVP) samensloten. Na protest van de CDU liet de CSU de ondersteuning voor deze nieuwe partij vallen, en de AVP trok zich uit de verkiezingen terug. Toen de CDU de verkiezingen echter verloor, en de CSU in Beieren daarentegen ongeveer 60% van de stemmen behaalde dreigde Strauß weer met het oprichten van CSU afdelingen in de andere deelstaten. Hij liet dit plan alleen maar varen toen de CDU ermee dreigde in dat geval ook in Beieren een CDU-afdeling te zullen oprichten.
Ook voor de volgende nationale verkiezingen, in 1980, ontstond er een grote crisis: Strauß benoemde zichzelf als kanselierskandidaat van de Union, de CDU schoof de Nedersaksische minister-president Ernst Albrecht naar voren. Bij de stemming op 2 juli 1979 kreeg Strauß, weer met een nationale CSU dreigend, een kleine meerderheid van de stemmen, en werd de Unions-kanselierkandidaat. De Union voerde een polariserende verkiezingscampagne, waarbij hij de kleine partner van de regerende SPD-FDP coalitie (de liberale FDP) zwaar onder schut nam. De Unionspartijen verloren de verkiezingen, de FDP kwam versterkt uit de bus, en daarmee was de nationale politieke carrière van Franz Josef Strauß beëindigd, zoals uiteindelijk bleek.

## Nationale ambities van Edmund Stoiber

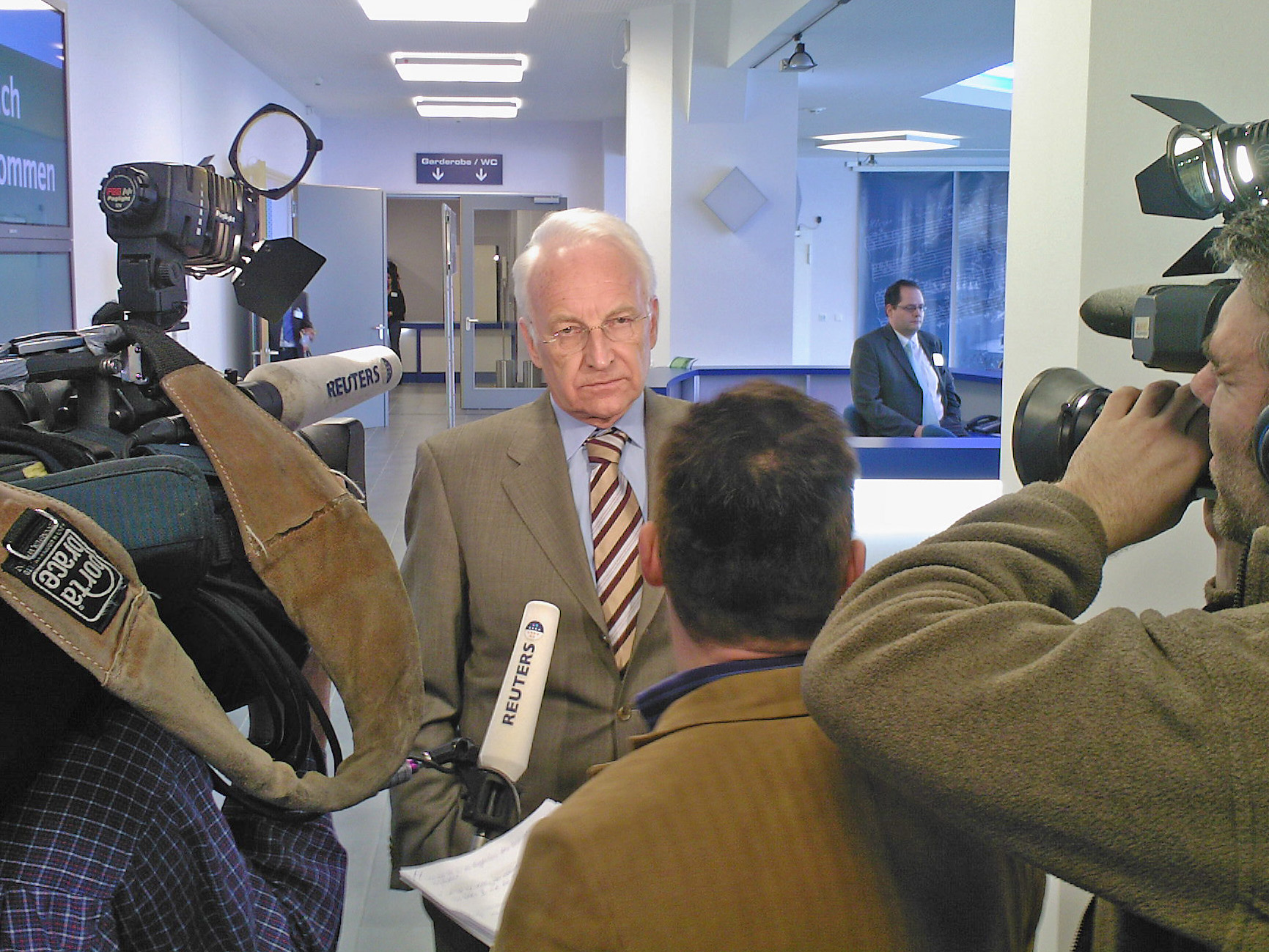
Edmund Stoiber in maart 2007

Na de eerste rood-groene regeringsperiode, voor de verkiezingen van 2002 ontstonden er opnieuw wrijvingen in de Union. Weer ging het erom wie als kanselierskandidaat naar voren zou worden geschoven. Ook ditmaal maakte de CSU-voorzitter Edmund Stoiber, tot ergernis van grote delen van de CDU, zijn ambities vroeg overduidelijk. Ook de CDU had een aantal (potentiële) kandidaten (onder andere Angela Merkel en Roland Koch), maar slaagde er, mede door gebrek aan interne eenheid, er niet in een eigen kandidaat door te drukken. De regerende coalitie won met erg krappe meerderheid de verkiezingen van 2002.
Ook tijdens de verkiezingscampagne van 2005 en de daarop volgende coalitievorming veroorzaakte de houding van Stoiber spanningen binnen de Union. Tijdens de campagne weigerde hij zich vast te leggen aangaande de rol die hij na de verkiezingen zou spelen: zou hij minister-president in Beieren blijven, of ambieerde hij een ministerpost in het nationale kabinet? Door velen werd dit gezien als een weinig loyale houding ten opzichte van kanselierskandidate Merkel, en zijn 'twijfelende houding', met het ermee verbonden gebrek aan duidelijkheid, wordt door sommigen als een van de oorzaken voor het (vanuit CDU-standpunt gezien) teleurstellende resultaat van de verkiezingen gezien. Tijdens de besprekingen voor de vorming van een 'grote coalitie' (CDU, CSU en SPD) verbond Stoiber er zich toe minister voor economische zaken te worden, maar eiste de vorming van een soort 'super-ministerie', waarin verscheidene ressorts (onder meer toegepast onderzoek), die tot dan toe tot andere ministeries behoorden, zouden ondergebracht worden. Dit zorgde voor de nodige spanningen met de andere gedesigneerde ministers, in het bijzonder met Annette Schavan (CDU, genomineerd voor Opleiding en Onderzoek). Nog voor de coalitiebesprekingen tot een conclusie kwamen trok hij zich dan weer terug (zogezegd omdat Franz Müntefering, met wie hij een goede professionele relatie had, zich terugtrok als voorzitter van de SPD), om toch in Beieren te blijven. In 2007 verloor Stoiber zijn ambten in Beieren, mede als gevolg van zijn gedrag bij de vorming van de grote coalitie.